# もじり術
もじり術（もじりじゅつ）は、もじりと呼ばれる捕具を使った武術。
もじりとは長柄の先に多くの鉄叉を上下につけた道具で、江戸時代に罪人を捕える武器として用いられた。日本の武芸十八般の一つに数えられる。